# Фриде, Оскар
Оскар Чарльз Фриде (англ. Oscar Charles Friede; 14 июля 1881, Сент-Луис — 14 февраля 1943, Сент-Луис) — американский перетягиватель каната, бронзовый призёр летних Олимпийских игр 1904 года.
На Играх 1904 года в Сент-Луисе Фриде входил в состав третьей команды США, которая заняла третье место и выиграла бронзовые медали.